# Bellingham (Northumberland)
Pour les articles homonymes, voir Bellingham.
Bellingham est un village et une paroisse civile du Northumberland, en Angleterre.